# Nibutanidammen

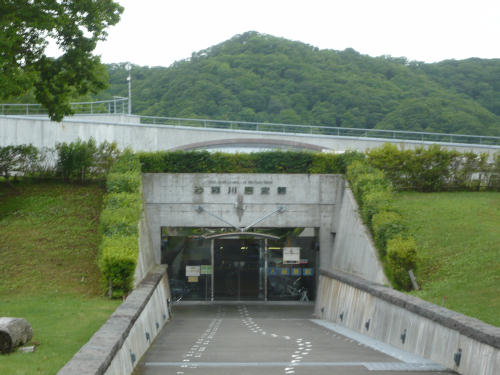
Historical Museum of the Saru River, Nibutani

Nibutanidammen (japanska: 二風谷ダム, Nibutani-damu) är en damm i floden Saru på Hokkaidō i Japan, vilken är anlagd vid orten Nibutani i kommunen Biratori. Dammen började byggas 1990 och invigdes 1997. Anläggningsprojektet möttes av protester från ainufolket i omgivningen.

## Motsättningar
Anläggandet ställde den japanska regeringen mot den lokala ainubefolkningen. I en domstolsprocess hävdade två ainu-markägare, Tadashi Kaizawa (död 1992) och Shigeru Kayano, att regeringen olagligt hade tillskansat sig deras mark i februari 1989. Dessa hade vägrat sälja sin mark, varpå staten med hjälp av Japans exproprieringslag 1987 tagit över fastigheterna. Målsägarna hävdade att exproprieringen hade kränkt deras rättigheter såsom ainu att beskydda folkets kulturarv, eftersom det faktum att ett anläggande av en damm skulle förstöra heliga platser och kultplatser inte hade på ett rimligt sätt tagits hänsyn till vid den påtvingade marköverlåtelsen. 
I ett banbrytande domstolsbeslut av Sapporo District Court 1996, hävdade chefsdomaren Kazuo Ichimiya att ainufolket hade upprättat en unik kultur på Hokkaido innan japaner anlände och att de därmed hade rättigheter som skulle ha tagits hänsyn till under paragraf 13 i Japans grundlag, vilken skyddar individernas rättigheter, samt enligt FN:s konvention om medborgerliga och politiska rättigheter. Den japanska regeringen hade fram till denna tidpunkt vägrat betrakta ainu som ett urfolk. Eftersom dammen redan stod färdig, tog inte rätten, som bestod av tre domare, något beslut om att ogiltigförklara exproprieringen av marken. Domstolsbeslutet innefattade dock ståndpunkter som fastslog den långvariga nedtryckningen av ainufolket av landets japanska folkmajoritet och resonemang i denna fråga.

## Biratoridammen
Huvudartikel: Biratoridammen
Förutom Nibutanidammen har den japanska regeringen byggt en andra damm, Biratoridammen, uppströms Nibutanidammen i bifloden Nukabiras dalgång. Olika utredningar har gjorts under senare delen av 1900-talet och början av 2000-talet, inklusive om förekomsten av för ainu heliga platser, som skulle översvämmas av en vattenreservoar.